# Жика Петровић
Живорад Жика Петровић (Пожаревац, 1939 — Београд, 25. април 2000) је био генерални директор Југословенског аеротранспорта од 1992. до 2000. године. У Београду је завршио саобраћајни факултет 1968. године, и исте године запослио се у ЈАТ-у.
Убијен је у атентату 25. априла 2000. године у Београду, испред куће у којој је живео. Сахрањен је на пожаревачком Старом гробљу.